# Vunivia River
Vunivia River är ett vattendrag i Fiji.   Det ligger i divisionen Norra divisionen, i den nordöstra delen av landet, 260 km nordost om huvudstaden Suva. Vunivia River ligger på ön Vanua Levu.